# Kim Ki-taik
Kim Ki-Taik (Coreia do Sul, 3 de outubro de 1962) é um ex-mesa-tenista sul-coreano. 

## Carreira
Kim Ki-Taik representou seu país nos Jogos Olímpicos de 1988, na qual conquistou a medalha de prata no individual.